# هازائيل
هازائيل كان ملكًا لمملكة قيدار في القرن السابع قبل الميلاد. وكان معاصرا للملوك الآشوريين الجدد سنحاريب وأسرحدون. كان له ابن اسمه يوثا، ويرجع تاريخ حكمه إلى حوالي 676-652 قبل الميلاد.

## حياته
كان هازائيل ملكًا قيداريًا وشريكًا لملكة قيدار، تئلخونو. عندما هُزم تلخونو وأسره سنحاريب، ملك الإمبراطورية الآشورية الحديثة، فر حزائيل من أراضيه. بعد وفاة سنحاريب وصعود أسرحدون إلى العرش الملكي لآشور، اتصل حزائيل بالملك الجديد وعقد معه السلام. قبل أسرحدون طلب السلام وأعاد العديد من الأصنام المسروقة إلى القيداريين، كما عين الأميرة الشابة تابواه للحكم المرتبط بحزائيل.